# 伊予神社
伊予神社（いよじんじゃ、伊豫神社）とは愛媛県に鎮座する神社であり、『延喜式神名帳』の伊予国伊予郡にその名が記載され、名神大社とされている。現在「伊予神社」を名乗る神社が愛媛県伊予郡松前町神崎と伊予市上野にそれぞれ鎮座しており、いずれも式内社の論社となっている。

## 神階
- 天平神護2年（766年）従五位下、神戸二烟[注釈 2]
- 貞観4年（862年）従五位伊予村の神に従四位下
- 貞観8年（866年）正四位下に昇叙
- 貞観12年（870年）正四位上に昇叙

## 伊予神社（松前町）

### 祭神
主祭神
彦狭島命 （ひこさしまのみこと、日子寤間命、孝霊天皇の第三皇子）
配神
愛比売命（えひめのみこと）
伊予津彦命（いよつひこのみこと）
伊予津姫命（いよつひめのみこと）
大日本根子彦太瓊命 （おおやまとねこひこふとにのみこと、孝霊天皇）
細姫命（くわしひめのみこと、ほそひめのみこと、孝霊天皇の皇后）
速後上命 （はやのちあがりのみこと、神八井耳命の子孫、初代伊予国造）
河野氏の系譜を記した『予章記』には孝霊天皇の皇子の彦狭島命が反抗する民を制圧するために伊予国に派遣されたとあり、続けて皇子が現社地にあたる神崎庄に鎮座し、このことから当社を親王宮と呼ぶと記している。
速後上命は『先代旧事本紀』内の「国造本紀」では神八井耳命の子孫とされており、成務天皇の時代に伊予国造に任命されたとある。

### 歴史
社伝によれば、文治年間に伊予守源義経から崇敬され、その寄進により社殿が造営されたが文永年間にその社殿が消失したという。中世には祭神彦狭島命の子孫を称する河野氏から崇敬を受けており、天正年間に河野通信の命で社殿が造営されたという。寛文年間ごろより親王宮大明神という名称になった。
明治30年（1897年）に後述の経筒などの出土を受けて社格を国幣社へ昇格することを認可されたが、氏子数の少なさから結局は県社にとどまった。

### 境内

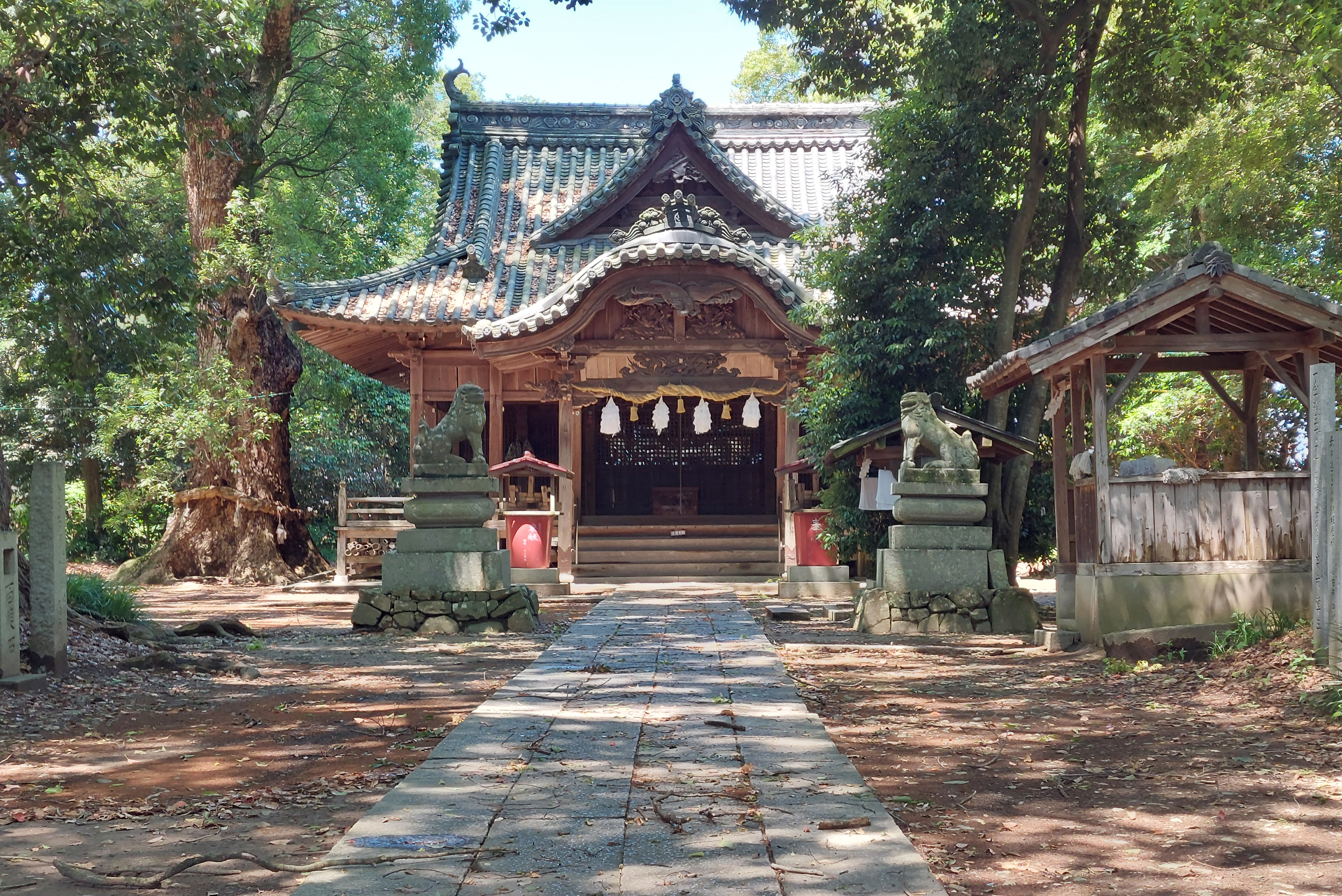
拝殿
本殿
流造で屋根は銅板葺。
山之神社
大山咋命と和霊神を祀る。
猿田彦神社
猿田彦命を祀る。
厳島神社
市杵島姫命他5柱を祀る。
竈神社
奥津比古命他1柱を祀る。
入らずの森
境内の西北にある。鎌倉時代の作とみられる3基の五輪塔が置かれている。また明治30年（1897年）に宮内省が発掘調査したところ、経塚から宋代とされる磁器壷2個、青銅経筒6個などが出土した。

### 境外社

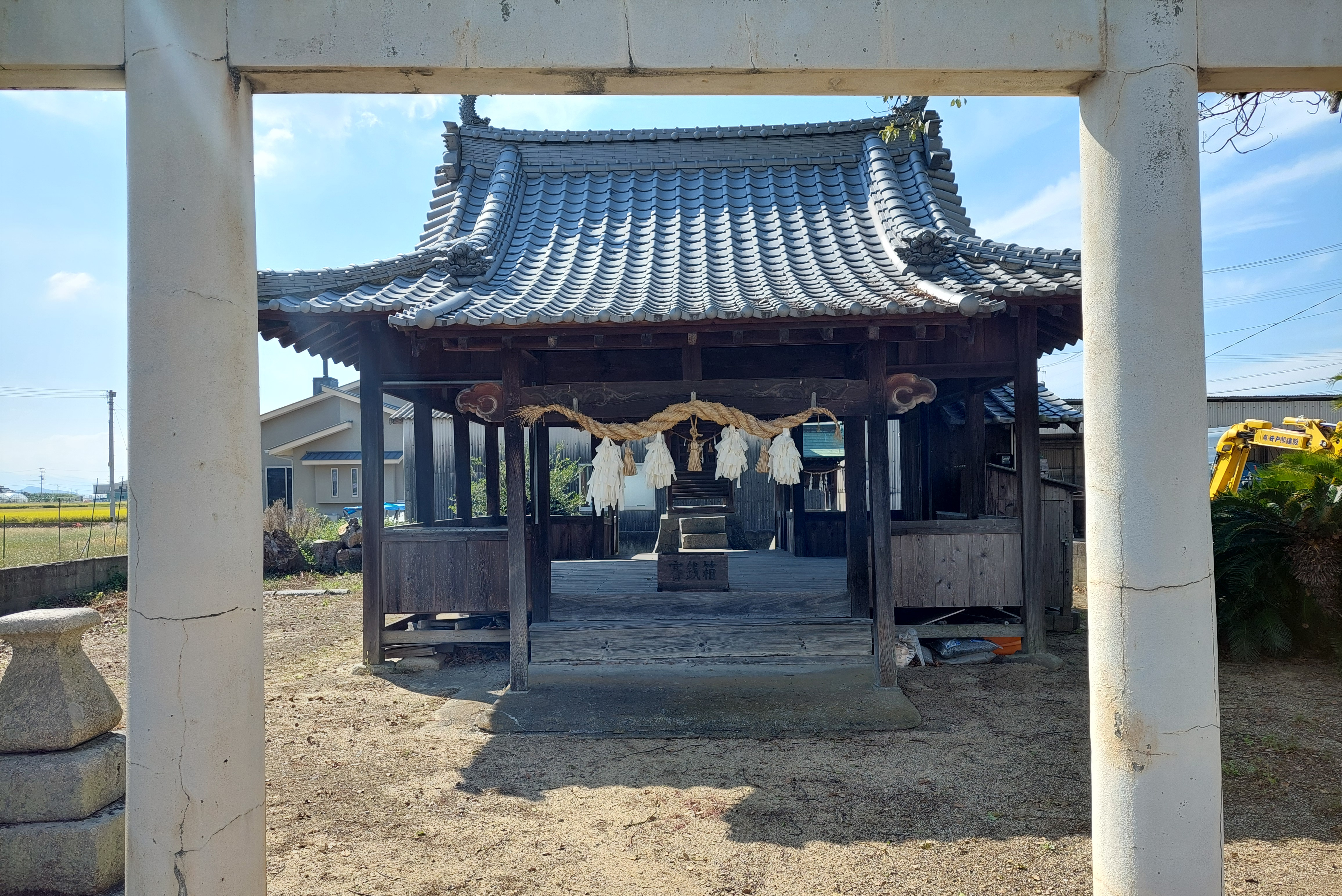
稲荷神社
稲荷五社大明神ともいう。大字鶴吉に鎮座する。保食神、倉稲魂神他1柱を祀る。弘仁15年（824年）山城国稲荷山より勧請したとされる。明治6年（1873年）村社に列格し、昭和31年（1956年）に当社の飛地境内社として併合された。
石鉄神社（いしずちじんじゃ）
金山比古命他2柱を祀る。
徳直神社
大己貴命を祀る。
金刀比羅神社
金刀比羅神を祀る。
道祖神社
塞神を祀る。

### 文化財
松前町指定有形文化財
五輪塔
経塚出土品（磁器壷2個、青銅経筒6個など）
いずれも昭和44年（1969年）に指定される。

## 伊予神社（伊予市）
河野氏の崇敬を受け、また大洲藩主の祈願所として藩主の参拝や祭祀料の献上を受けていたという。かつては8町4歩もの社地を有していたとされる。

### 祭神
- 月読尊
- 愛比売命

### 境内
勅使橋
境内を流れる宮川に掛けられた橋。現存しているのは後から追加されたもの。
拝殿
唐破風付きの平屋造で屋根は瓦葺。
中殿
唐破風付きの平屋造で屋根は瓦葺。
本殿
流造で屋根は銅板葺。
時雨神社
水分神、雷神、高龗神、海童神を祀る。旧称は八大龍王神社。文化8年（1811年）に正一位の神階を授けられたという。伊予郡24か村の祈雨を行う社であったが明治44年（1911年）に当社の境内に奉還された。流造で銅板葺の本殿と流造で瓦葺の幣殿からなる。
弥光井神社
愛媛命を祀る。本殿の東にある泉水の跡にある。明治43年（1910年）に当社に併合された。
山本神社
須佐之男命を祀る。明治43年（1910年）頃に当社に併合された。
猿田彦神社
猿田彦大神を祀る。